# 勒瓦尔坦
勒瓦尔坦（法語：Le Valtin，法語發音：[lə valtɛ̃] ⓘ）是法国大東部大區孚日省的一个市镇，属于孚日圣迪耶区。

## 地理
勒瓦尔坦（48°5'53"N, 7°1'25"E）面积19.64 平方千米，位于法国大東部大區孚日省，该省份为法国东北部内陆省份，北起默兹省和默尔特-摩泽尔省，西接上马恩省，南至上索恩省和贝尔福地区省，东临上莱茵省和下莱茵省。
与勒瓦尔坦接壤的市镇（或旧市镇、城区）包括：普兰凡、苏尔策伦、什托斯维尔、默尔特河畔邦-克莱夫西、克松吕普隆热默。

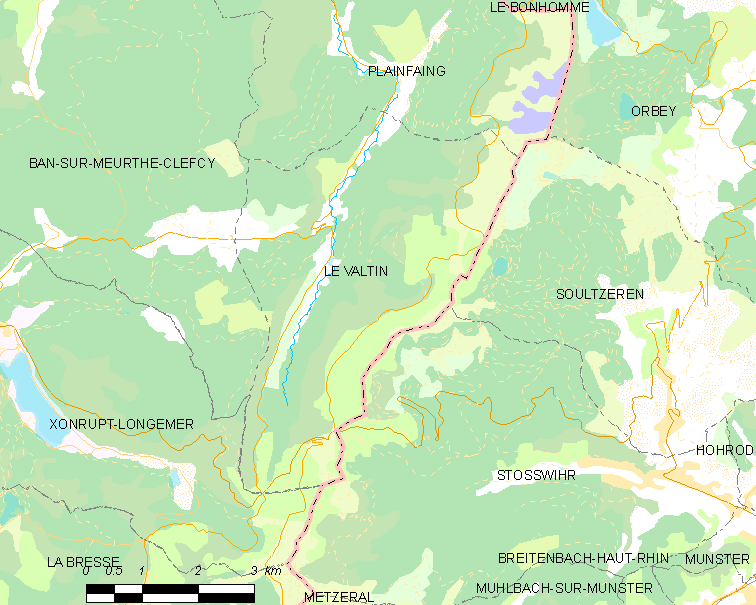
勒瓦尔坦的OSM定位图

勒瓦尔坦的时区为UTC+01:00、UTC+02:00（夏令时）。

## 行政
勒瓦尔坦的邮政编码为88230，INSEE市镇编码为88492。

## 政治
勒瓦尔坦所属的省级选区为热拉尔梅县。

## 人口

1962-2008年间勒瓦尔坦人口变化图示

勒瓦尔坦于2022年1月1日时的人口数量为74人。